# Arina Fedorovceva
Arina Sergeevna Fedorovceva (in russo Арина Сергеевна Федоровцева?; Mosca, 19 gennaio 2004) è una pallavolista russa, schiacciatrice del Fenerbahçe.

## Biografia
È figlia dell'ex canottiere Sergej Fedorovcev, medaglia d'oro ai Giochi della XXVIII Olimpiade.

## Carriera

### Club
Arina Fedorovceva muove i primi passi nella pallavolo all'età di dieci anni, dopo aver praticato nuoto. Nel 2018 entra nel settore giovanile della Dinamo-Kazan, dove gioca per due annate, nel corso delle quali viene aggregata in prima squadra, esordendo in Superliga nella stagione 2019-20, in cui conquista lo scudetto e la Coppa di Russia; nella stagione seguente viene definitivamente promossa in prima squadra, nel frattempo rinominata Dinamo-Ak Bars, e si aggiudica la Supercoppa russa e un'altra coppa nazionale. 
Nel campionato 2021-22 si trasferisce nella Sultanlar Ligi turca, ingaggiata dal Fenerbahçe, col quale si aggiudica una Supercoppa turca, insignita del premio di MVP del torneo, due scudetti, ricevendo anche un premio come miglior schiacciatrice, e una Coppa di Turchia. Nella stagione 2024-25 viene ingaggiata dallo Shanghai, nella Chinese Volleyball Super League, ma lascia il club appena qualche mese e nel gennaio 2025 viene ufficializzato il suo ritorno al Fenerbahçe, dove conclude l'annata.

### Nazionale
Nel 2019 inizia la trafila nelle selezioni giovanili russe, conquistando il bronzo al campionato europeo under 16, premiata come miglior schiacciatrice del torneo, mentre un anno dopo si aggiudica la medaglia d'oro al campionato europeo under 17, dove riceve il premio di MVP e quello di miglior schiacciatrice; partecipa inoltre al campionato mondiale under 18 2019.
Fa il suo esordio in nazionale maggiore nel 2021, in occasione della Volleyball Nations League; sempre nello stesso anno partecipa ai Giochi della XXXII Olimpiade sotto la bandiera del ROC.

## Palmarès

### Club
- Campionato russo: 1

2019-20
- Campionato turco: 2

2022-23, 2023-24
- Coppa di Russia: 2

2019, 2020
- Coppa di Turchia: 1

2023-24
- Supercoppa russa: 1

2020
- Supercoppa turca: 1

2022

### Nazionale (competizioni minori)
- Campionato europeo under 16 2019
- Campionato europeo under 17 2020

### Premi individuali
- 2019 - Campionato europeo under 16: Miglior schiacciatrice
- 2020 - Campionato europeo under 17: MVP
- 2020 - Campionato europeo under 17: Miglior schiacciatrice
- 2021 - Superliga: Miglior servizio
- 2021 - Campionato mondiale per club: Miglior schiacciatrice
- 2022 - Supercoppa turca: MVP
- 2023 - Sultanlar Ligi: Miglior schiacciatrice